# Стрикленд, Кейди
Кэтрин Ди «Кейди» Стрикленд (англ. Katherine Dee «KaDee» Strickland, род. 14 декабря 1975) — американская актриса, наиболее известная по роли Шарлотты Кинг в телесериале ABC «Частная практика» (2007—2013).

## Жизнь и карьера
Кейди родилась в Джорджии, в семье медсестры и футбольного тренера. Она начала свою карьеру с небольшой роли в фильме «Шестое чувство» в 1999 году. Позже последовали более заметные роли в фильмах «Прерванная жизнь», «Кое-что ещё», «Любовь по правилам и без» и «Степфордские жёны». В 2004 году она достигла более широкой известности после ролей в успешных фильмах «Анаконда 2: Охота за проклятой орхидеей» и «Проклятие». Позже она снялась в нескольких независимых фильмах, а также появилась в Голливудских картинах, таких как «Паства», «Гангстер». В 2008 году она снялась в фильме «Семья охотников».
На телевидении, Стрикленд появилась в эпизодах сериалов «Закон и порядок: Преступное намерение» и «Все мои дети» в 2002 году, а с 2007 она добилась более широкой известности после роли Шарлотты Кинг в телесериале Шонды Раймс «Частная практика» на ABC. Шоу завершилось в начале 2013 года, после шести сезонов. В 2014 году она вернулась на ABC с ролью в сериале «Секреты и ложь». Сериал-антология из десяти эпизодов вышел на экраны весной 2015 года. Вскоре после этого Стрикленд была приглашена на ведущую роль в пилот «Сомнение» для CBS.
С 10 ноября 2006 года, Стрикленд замужем за актёром Джейсоном Бером, с которым она встречалась два года до их свадьбы. У супругов есть трое детей: сын Аттикус Элайджа Бер (род. 17.10.2013) и дочери-близнецы — Кэролайн Матильда Бер и Эммелин Виктория Бер (род. 08.07.2017).

## Фильмография
| Год       |     | Русское название                        | Оригинальное название                    | Роль                         |
| --------- | --- | --------------------------------------- | ---------------------------------------- | ---------------------------- |
| 1999      | ф   | Шестое чувство                          | The Sixth Sense                          | посетитель #5                |
| 1999      | ф   | —                                       | The Sterling Chase                       | милая студентка #1           |
| 1999      | ф   | Прерванная жизнь                        | Girl, Interrupted                        | Бонни Гилкрист               |
| 2000      | ф   | Ювелиры                                 | Diamond Men                              | Моника                       |
| 2000      | ф   | —                                       | Train Ride                               | Дон                          |
| 2002      | с   | Закон и порядок: Преступное намерение   | Law & Order: Criminal Intent             | Сэнди Тортомасси             |
| 2002      | ф   | Уличные художники                       | Bomb the System                          | Тони                         |
| 2003      | ф   | Кое-что ещё                             | Anything Else                            | Брук                         |
| 2003      | ф   | Любовь по правилам и без                | Something’s Gotta Give                   | Кристен                      |
| 2003      | тф  | —                                       | The Street Lawyer                        | Кэролайн Браун               |
| 2004      | ф   | Связи                                   | Knots                                    | Молли                        |
| 2004      | ф   | Степфордские жёны                       | The Stepford Wives                       | Тара                         |
| 2004      | ф   | Анаконда 2: Охота за проклятой орхидеей | Anacondas: The Hunt for the Blood Orchid | Сэм Роджерс                  |
| 2004      | ф   | Проклятие                               | The Grudge                               | Сьюзан                       |
| 2005      | ф   | Бейсбольная лихорадка                   | Fever Pitch                              | Робин                        |
| 2006      | ф   | Уокер Пейн                              | Walker Payne                             | Одри                         |
| 2006      | с   | —                                       | Laws of Chance                           | Ченс Морган                  |
| 2007      | с   | Свадебные колокола                      | The Wedding Bells                        | Энн                          |
| 2007      | ф   | Паства                                  | The Flock                                | Виола Фрай                   |
| 2007      | ф   | Гангстер                                | American Gangster                        | адвокат Ричи                 |
| 2007—2013 | с   | Частная практика                        | Private Practice                         | доктор Шарлотта Кинг         |
| 2008      | ф   | Семья охотников                         | The Family That Preys                    | Джиллиан Картрайт            |
| 2011      | кор | —                                       | Remember Alice Bell?                     | Элис Белл                    |
| 2013      | тф  | —                                       | Bloodline                                | Стелла Киллприст             |
| 2015      | с   | Секреты и ложь                          | Secrets & Lies                           | Кристи Кроуфорд              |
| 2015      | с   | Игрок                                   | The Player                               | специальный агент Роуз Нолан |
| 2016—2017 | с   | Ясновидец                               | Shut Eye                                 | Линда Хейверфорд             |
| 2019      | ф   | Остров Грэнд-Айл                        | Grand Isle                               | Фенси                        |